# Финзен, Нильс Рюберг
Нильс Рю́берг Фи́нзен (Фи́нсен, дат. Niels Ryberg Finsen; 15 декабря 1860, Торсхавн — 24 сентября 1904, Копенгаген) — фарерско-датский учёный и физиотерапевт. Родился и провёл детство на Фарерах, где его отец, исландец по происхождению, занимал должность амтманна — наместника датской короны. Разработчик научных основ светолечения. В 1903 году стал первым датским лауреатом Нобелевской премии (в области физиологии и медицины, «в знак признания его заслуг в деле лечения болезней — особенно обыкновенной (туберкулёзной) волчанки — с помощью концентрированного светового излучения, что открыло перед медицинской наукой новые широкие горизонты»).

## Биография
Нильс Рюберг Финзен родился в Торсхавне на Фарерских островах — в той части Дании, которая лежит примерно в 300 км к северу от Британских островов. Происходил из древней исландской семьи, известной с X века и переселившейся на Фареры в 1858 году. Хотя оба его родителя — Ганс Штейнгрим Финсен, государственный служащий на Фарерах, и Иоганна (Фроман) Финсен — были исландского происхождения, родным языком Ф. с детства был датский.
По окончании начальной школы в Торсхавне Финсен поступил в подготовительную школу в Херлуфехольме (Дания). Ему очень не нравилось, как в этой школе обращались с учениками младших классов, что негативно отразилось на его успеваемости. Оценки мальчика улучшились после того, как он перешел в школу в Рейкьявике.
Уже в детстве двигательная активность Финсена была сильно ограничена из-за плохого здоровья. Живя в Исландии, чуть ниже Полярного круга, Финсен с детства осознал значение солнечного света для всего живого. Он заметил, что чем дольше он бывает на солнце, тем лучше становится его самочувствие. Так он пришел к выводу, что живые существа, по-видимому, очень подвержены влиянию солнечных лучей. «Дайте солнышку внезапно проглянуть сквозь тучи в пасмурный день и посмотрите, как все изменится вокруг! — напишет он впоследствии. — Насекомые, только что совсем сонные, пробудятся и расправят крылья; ящерицы и змеи выползут, чтобы понежиться на солнце; защебечут птицы. Да и мы сами почувствуем себя так, будто сбросили тяжелую ношу».
Поступив в Копенгагенский университет в 1882 году, Финсен начал свои медицинские исследования в то время, когда благодаря открытиям Луи Пастера и Роберта Коха возникла бактериальная теория болезней. В первый же год его пребывания в Копенгагене у Финсена появились симптомы болезни, которую вначале неправильно приняли за заболевание сердца. В действительности, как выяснилось позже, он страдал псевдоциррозом печени Пика — хроническим прогрессирующим поражением печени, возникающим вследствие перикардита. Несмотря на ухудшающееся состояние здоровья, Финсен завершил занятия и в 1891 г. получил медицинскую степень в Копенгагенском университете. Впоследствии он занял должность прозектора на кафедре хирургии. К этому времени у него развился также и асцит — состояние, при котором жидкость накапливается в брюшной полости, и он оказался прикованным к инвалидному креслу.
В начале 1890-х гг. Финсен приступил к изучению терапевтического воздействия света. Из прежних исследований он знал, что свет задерживает рост некоторых колоний бактерий и может даже вызвать их гибель. В 1889 г. один шведский ученый установил, что ультрафиолетовые лучи вызывают более сильное воздействие на биологические ткани, чем инфракрасные. Подойдя к предмету исследования так, как это и подобает естествоиспытателю, Финсен провел наблюдения и получил результаты о воздействии солнечного света на насекомых, саламандр, головастиков и зародышей амфибий. В ходе опытов он выяснил, что солнечный свет, падающий на хвост головастика, может привести к воспалению тканей и что ультрафиолетовые лучи оказывают намного более сильное воздействие на зародышей лягушек, чем инфракрасные. Он пришел к выводу, что свет — или его отсутствие — могут обладать терапевтическим эффектом.
К 1893 году Финсен занялся пропагандой использования красного света для лечения последствий оспы. Он утверждал, что лишь солнечный свет раздражающего высокочастотного спектра излучения, пропущенный через красный светофильтр, может ускорить заживление кожных поражений и тем самым предотвратить образование безобразных рубцов и шрамов. После того как демонстрация «красных комнат» прошла успешно, Финсен ушел с университетской кафедры хирургии и целиком посвятил себя медицинским аспектам светолечения.
Статьи, опубликованные им на эту тему в 1893 и 1894 гг., способствовали упрочению его международной репутации в данной области. Расширив границы своих исследований, Финсен начал экспериментировать с источниками искусственного света, в особенности с дуговыми угольными лампами. Он хотел выяснить, окажутся ли они эффективными для лечения обыкновенной волчанки (туберкулёза кожи) — почти не поддающейся терапии кожной болезни, вызываемой микробактерией туберкулеза и часто настолько обезображивающей внешность своих жертв, что они становились изгоями общества.
В 1895 г., заключив договор об использовании оборудования с фирмой «Копенгаген-электрик лайт уоркс», Финсен приступил к лечению волчанки, подвергал пациентов двухчасовому ежедневному воздействию ультрафиолетовых лучей от дуговой угольной лампы постоянного тока силой 25 А. Через много месяцев пораженные участки кожи стали уменьшаться и появились явные признаки выздоровления больных.
В 1896 году в Копенгагене был основан Финсенский институт светолечения, директором которого стал Финсен. В институте были разработаны способы лечения с помощью финсеновских дуговых ламп, а также терапевтические методы, позволившие увеличить лечебную дозу ультрафиолетового излучения при минимальном повреждении тканей.
В последующие пять лет 800 больных волчанкой прошли курс лечения в Финсеновском институте; 50 % полностью выздоровели, у 45 % отмечалось значительное улучшение. Финсен был прав, когда предсказывал, что в будущем эта болезнь в Дании будет ликвидирована.
Финсен получил Нобелевскую премию по физиологии и медицине 1903 года «в знак признания его заслуг в деле лечения болезней — особенно волчанки — с помощью концентрированного светового излучения, что открыло перед медицинской наукой новые широкие горизонты». «Этот метод явился гигантским шагом вперед, — сказал в приветственной речи К. Мернер из Каролинского института, — и… привел к таким достижениям в области медицины, которые никогда не забудутся в истории этой науки». Финсен, однако, был слишком болен, чтобы присутствовать на церемонии награждения или выступить с Нобелевской лекцией. Чтобы поправить здоровье, Финсен прибегал к различным диетам, чередуя потребление большого и малого количества соли или жидкости. Несмотря на это, ему становилось все хуже.
Лето 1904 года выдалось в Дании на редкость солнечным. Все ещё веря в целительные свойства солнечного света, Финсен построил на крыше своего дома в Копенгагене специальную комнату, где принимал солнечные ванны. Он скончался в Копенгагене на руках своей жены в возрасте 43 лет от псевдоцирроза печени Пика.
За свою недолгую, но плодотворную жизнь Финсен удостоился многих наград и почестей, он был членом нескольких научных обществ, в том числе Дании, Исландии, России и Германии. В 1899 г. Финсен стал кавалером ордена Даннеброга, а в 1904 г. получил премию Камерона и почетное право чтения лекций в Эдинбургском университете.

## Память
В 1979 г. Международный астрономический союз присвоил имя Финзена кратеру на обратной стороне Луны.
Начиная с 1937 года, Международный союз фотобиологии (IUPB; носит это название с 2000 года) на Международном конгрессе по фотобиологии, который он проводит каждые несколько лет, вручает премию — золотую медаль имени Финзена учёным, которые работали в области фотобиологии много лет и достигли общепризнанно важных результатов.

## Семья
В 1892 г. Финсен женился на Ингеборге Балслев, дочери лютеранского священника в Рибе (Дания), у супругов родилось четверо детей. Среди его внуков — переводчик и литературовед Ларс Клеберг.